# Bütthard
Bütthard település Németországban, azon belül Bajorországban. Lakosainak száma 1279 fő (2023. december 31.). Bütthard Riedenheim, Sonderhofen, Giebelstadt, Kirchheim, Wittighausen és Igersheim községekkel határos.

## Népesség
A település népessége az elmúlt években az alábbi módon változott:
| Lakosok száma | 798  | 1053 | 1200 | 1318 | 1278 | 1313 | 1332 | 1288 | 1291 | 1279 |
|               | 1875 | 1950 | 1975 | 1987 | 2012 | 2014 | 2016 | 2017 | 2021 | 2023 |